# Halkieria
Halkieria — викопний рід молюсків, що існував у кембрійському періоді (533—511 млн років тому).

## Скам'янілості
Перші відбитки цих молюсків у кам'яній породі знайдені на півночі Гренландії у відкладеннях Сіріус Пассет. Згодом численні рештки виявлені у Канаді, США, Росії, Казахстані, Монголії, Китаї, Туреччині та Австралії.

## Опис
Це був молюск завдовжки до 5 см. Ззовні схожий на слимака з двома щитками на передній і спинній частинах тіла. Деякі Halkieria знайдені у згорнутому у клубок вигляді. Ймовірно, це була захисна реакція на небезпеку. Тіло зверху було вкрите склеритами, але коротшими ніж у схожої Wiwaxia.

## Таксономія
Halkieria описана у 1967 році як представник гіолітів (Hyolitha). У 1985 році встановлено тісний зв'язок роду з Wiwaxia, його віднесли до клади Sachitida — групи кембрійських організмів, яка є базальною кладою молюсків або еволюційною гілкою, що є близькою до спільного предка молюсків.
Висувались теорії про належність роду до кільчастих червів або брахіоподів, проте вони піддаються сумніву більшості дослідниками.
Поєднання ознак у Halkieria не дозволяє включити його в будь-який кластер сучасних молюсків, тому деякі дослідники відносять рід до окремого вимерлого класу Diplacophora підтипу боконервових (Aculifera).

## Види
- Halkieria amorphe
- Halkieria curvativa
- Halkieria denlanatiformis
- Halkieria evangelista
- Halkieria mira
- Halkieria obliqua
- Halkieria sacciformis
- Halkieria sthenobasis
- Halkieria stonei
- Halkieria trianguliformis
- Halkieria undulatus
- Halkieria wangi